# Ceriana weemsi
Ceriana weemsi är en tvåvingeart som beskrevs av Thompson 1981. Ceriana weemsi ingår i släktet griffelblomflugor, och familjen blomflugor.
Artens utbredningsområde är Kuba. Inga underarter finns listade i Catalogue of Life.